# Fonte de rádio astronômica
Fontes de rádio astronômicas são objetos no espaço exterior que emitem fortes ondas de rádio. A emissão de rádio provém de uma ampla variedade de fontes. Esses objetos representam alguns dos processos físicos mais extremos e energéticos do Universo.

## História
Em 1932, o físico e engenheiro de telecomunicações estadunidense Karl Jansky detectou ondas de rádio provenientes de uma fonte desconhecida no centro da Via Láctea. Jansky estava estudando as origens da interferência de radiofrequência para os Laboratórios Bell. Ele descobriu que "... uma constante estática de origem desconhecida", que posteriormente ele concluiu ter uma origem extraterrestre. Esta foi a primeira vez que foram detectadas ondas de rádio vindas do espaço exterior. O primeiro estudo da emissão rádio do céu foi conduzido por Grote Reber, que o concluiu em 1941. Nos anos 1970, foi descoberto que algumas estrelas na Via Láctea eram emissoras de ondas de rádio, sendo que uma das mais fortes era uma estrela binária chamada de MWC 349.